# Punta Mariato
Punta Mariato – przylądek w Panamie, na południowo-zachodnim krańcu półwyspu Azuero. Najdalej na południe wysunięty punkt Ameryki Północnej. Na przylądku działa latarnia morska.